# 11454 Mariomelita
11454 Mariomelita eller 1981 DT2 är en asteroid i huvudbältet som upptäcktes den 28 februari 1981 av den amerikanska astronomen Schelte J. Bus vid Siding Spring-observatoriet. Den är uppkallad efter Mario Daniel Melita.
Asteroiden har en diameter på ungefär 6 kilometer och den tillhör asteroidgruppen Maria.